# Liste der Markgrafen der Nordmark
Die Nordmark wurde 965 nach dem Tod des Markgrafen Gero  gebildet. Sie umfasste im Wesentlichen das Gebiet der späteren Mark Brandenburg zwischen Elbe und Oder.
983 ging das Gebiet nach dem Slawenaufstand dem Heiligen Römischen Reich verloren. Es wurde von den slawischen Hevellern und verschiedenen Herrschern regiert.
Der Titel des Markgrafen wurde weiter verliehen, hatte aber keine reale Herrschaftsgebiet als Grundlage.
Erst Albrecht der Bär schuf mit der Eroberung der Brandenburg 1150 eine deutsche Herrschaft in der späteren Mark Brandenburg.

## Markgraf der Nordmark

### Graf von Haldensleben
- Dietrich von Haldensleben, 965–983

## Herrscher
- Mieszko von Polen, † 25. Mai 992, zu Polen 983 bis 985
- Hodo I., † 993, zur Markgrafschaft Lausitz 985 bis 993

## Markgrafen der Nordmark (nominell)

### Grafen von Walbeck
- Lothar von Walbeck, 993–1003
- Werner, Sohn Lothars, 1003–1009 (abgesetzt)

### Grafen von Haldensleben
- Bernhard I., Dietrichs Sohn,  1009–1018
- Bernhard II., Sohn Bernhards I., 1018–1044
- Wilhelm, Sohn Bernhards II., 1044–1056

### Grafen von Stade(Udonen)
- Lothar Udo I., 1056–1057
- Lothar Udo II., Sohn Lothar Udos I., 1057–1082
- Heinrich I. der Lange, Sohn Lothar Udos II., 1082–1087
- Lothar Udo III., Bruder Heinrichs I., 1087–1106
- Rudolf I., 1106–1112 (abgesetzt)

### Graf von Plötzkau
- Helferich von Plötzkau, 1112

### Grafen von Stade
- Rudolf I., 1112–1114
- Heinrich II., Sohn Heinrichs I., 1114–1128
- Udo IV., Sohn Rudolfs I., 1128–1130

### Graf von Plötzkau
- Konrad von Plötzkau, Sohn Helferichs, 1130–1133

### Grafen von Stade
- Rudolf II., Bruder Udos IV., 1133–1134 (abgesetzt)

### Grafen von Ballenstedt (Askanier)
- Albrecht der Bär, 1134–1170